# Renata Sabljak
Renata Sabljak (Zagreb, 2. lipnja 1977.), hrvatska je glumica i pjevačica.

## Životopis
Renata Sabljak rođena je u Zagrebu 1977. Otac Nikola je iz sela Korita nedaleko od Plitvičkih jezera, a majka Sanda je iz Prigorja. Pjevačku je karijeru započela 1992. u dobi od 15 godina u Turbo Limach Showu, u kojem je te sezone i pobijedila. Zapažene je nastupe ostvarila i u Prvom pljesku, na Dori (1999. i 2000.), Zadarfestu (1998.) te u emisiji "Napokon nedjelja" s Ðanijem Stipaničevim.
Obrazovanje je stekla na Akademiji dramske umjetnosti Sveučilišta u Zagrebu, završni semestar glume na Sveučilištu Ohio, SAD, a solo pjevanje u glazbenoj školi "Blagoje Bersa".
Njezin umjetnički put na kazališnim daskama u današnjoj matičnoj kući Kazalište Komedija započeo je premijerom predstave "Mali dućan strave", 15. veljače 2002. godine. Nakon toga uslijedile su brojne glumačke uloge, kako u Komediji, tako i u drugim kazalištima.
Sabljak je izvela međimursku pjesmu "Dej mi Bože" na inauguraciji hrvatske predsjednice Kolinde Grabar-Kitarović 2015. godine.
2019. godine odlikovana je Redom Danice hrvatske s likom Marka Marulića.

## Kazalište

### ZGK "Komedija"
- Mali dućan strave (mjuzikl, uloga Chiffon)
- Svoga tela gospodar (drama, uloga Marice - Festival glumca, Nagrada Ivo Fici za najboljeg mladog glumca ili glumicu do 28 godina 2005. godine)
- Chicago (mjuzikl, uloga Roxie Hart - nominacija za Nagradu hrvatskog glumišta za najbolje umjetničko ostvarenje u opereti ili mjuziklu)
- Majka Hrabrost i njezina djeca (drama, uloga Yvette)
- Skidajte se do kraja (mjuzikl, uloga Georgie Bukatinski)
- Aida (mjuzikl, uloga Aide - Nagrada hrvatskog glumišta za najbolje umjetničko ostvarenje u opereti ili mjuziklu – ženska uloga za sezonu 2005./2006.)
- Uhvaćen u mrežu
- Briljantin (mjuzikl, uloga Sandy Dumbrowski - Nagrada hrvatskog glumišta za najbolje umjetničko ostvarenje u opereti ili mjuziklu – ženska uloga za sezonu 2007./2008.)
- Jalta, Jalta (mjuzikl, uloga Nine Filipovne - nominacija za Nagradu hrvatskog glumišta za najbolje umjetničko ostvarenje u opereti ili mjuziklu)
- Cabaret, (mjuzikl, uloga Sally Bowles)
- Breza, (balet, uloga Breze)
- Broadway u Komediji – Inventura
- Čekajući epitaf (drama, uloga Ardelije)
- Sluga dvaju gospodara (drama, uloga Beatrice / Federigo)
- Spamalot, (mjuzikl, uloga Gospa od Jezera)

### Kazalište "Mala scena"
- Vagon prvog razreda

### GK "Žar ptica"
- Ti i ja – mali medo
- Čudesni svijet brojeva (uloga Nulica)
- Čarobna flauta (uloga Mala Do - nagrada za najbolju animaciju lutke)

### KD "Kufer"
- U noći – u toj nagrađenoj predstavi Sabljak igra dvije uloge - Tinka / Ružica

### Dubrovačke ljetne igre
- Ondine (uloga Ondine - nagrada Orlando za umjetničko ostvarenje 2006.)
- Don Quijote (uloga Kupida)
- San ljetne noći (uloga Puk / Filostrat)

### HNK Split
- Spli’ski akvarel (uloga Perine Štrambera)

### Kazalište "Trešnja"
- Ljepotica i zvijer (mjuzikl, uloga Belle - Nagrada hrvatskog glumišta za najbolje umjetničko ostvarenje u opereti ili mjuziklu – ženska uloga za sezonu 2007./2008.)

## Film, televizija i festivali
Sabljak se pojavila kao glumica i pjevačica u filmu i istoimenoj seriji Holding, u brojnim pjevačkim nastupima u emisijama "Žutokljunac", "Napokon nedjelja", "Hrtić-hitić", "Zlatni gong" te u radio-dramama i emisijama za djecu. Na mnogobrojnim festivalima je također bila zapažena, neki od njih su Šibenski festival djeteta,  Zadarfest, Festival kajkavske popevke, Dora, Neumfest, Arenafest i Prvi pljesak.

### Filmske uloge
| Godina | Film             | Uloga       | Bilješke        |
| ------ | ---------------- | ----------- | --------------- |
| 2001.  | Holding          | Ana-Marija  |                 |
| 2009.  | Baza Djeda Mraza | Hilda Pilić | obiteljski film |

### Televizijske uloge
| Godina | Film                     | Uloga          | Bilješke                   |
| ------ | ------------------------ | -------------- | -------------------------- |
| 2015.  | Tvoje lice zvuči poznato | Renata Sabljak | natjecateljica u 2. sezoni |

## Sinkronizacija animiranih filmova
Sabljak posuđuje glas u sinkronizacijama animiranih filmova za HTV i Disney:
| Godina | Film                                  | Uloga                 | Bilješke                                 |
| ------ | ------------------------------------- | --------------------- | ---------------------------------------- |
| 2003.  | Kralj lavova                          | Chiara                |                                          |
| 2004.  | Aladin                                | Jasmina (vokal)       | glas Jasmini posudila Zrinka Cvitešić    |
| 2004.  | Shrek 2                               | Fiona                 |                                          |
| 2005.  | Animotoza u zemlji Nondove            | Fofi                  |                                          |
| 2005.  | Hrabri Pero                           | Viktorija             |                                          |
| 2006.  | Mala sirena                           | Ariel                 | glas i vokal                             |
| 2006.  | Medvjedići dobra srca: Put u Zezograd | Veselka               |                                          |
| 2006.  | Shrek                                 | Fiona                 |                                          |
| 2006.  | Preko ograde                          | Hana                  |                                          |
| 2007.  | Shrek Treći                           | Fiona                 |                                          |
| 2007.  | Shrekov prvi Božić                    | Fiona                 |                                          |
| 2008.  | Grom                                  | bez uloge             | izvodi pjesmu "Na mjesec zavijam"        |
| 2008.  | Trnoružica                            | Aurora/Ružica (vokal) | glas Aurori/Ružici posudila Maja Posavec |
| 2010.  | Ljepotica i zvijer                    | Bell                  |                                          |
| 2010.  | Moj ljubimac Marmaduke                | Izabela               |                                          |
| 2010.  | Shrek uvijek i zauvijek               | Fiona                 |                                          |
| 2011.  | Štrumpfovi                            | Gracija Winslow       |                                          |
| 2011.  | Čudovišna priča u Parizu              | Lucille               | glas i vokal                             |
| 2012.  | Zambezija                             | trač ptica            |                                          |
| 2013.  | Štrumpfovi 2                          | Gracija Winslow       |                                          |
| 2013.  | Šetnja s dinosaurima                  | Bobica                |                                          |
| 2014.  | Rio 2                                 | Gaby                  |                                          |
| 2014.  | Moja katolička obitelj                |                       |                                          |
| 2015.  | Malci                                 | Scarlet Overkill      |                                          |
| 2016.  | Angry Birds Film                      | Matilda               |                                          |
| 2016.  | Jan i pirati iz Nigdjezemske          | Kraljica Koraljka     | glas i vokal                             |
| 2016.  | Trolovi                               | Lala                  |                                          |
| 2016.  | Pjevajte s nama                       | Meena                 |                                          |
| 2018.  | Petar Zecimir                         | Biba                  |                                          |

## Vanjske poveznice
- Profil na stranici Kazališta Komedija  Arhivirana inačica izvorne stranice od 15. ožujka 2013. (Wayback Machine)
- Renata Sabljak u internetskoj bazi filmova IMDb-u (engl.)